# Asil Inglada Via
L'Asil Inglada Via és una edifici modernista del municipi de Vilafranca del Penedès (Alt Penedès) protegit com a bé cultural d'interès local.

## Descripció
Edifici entre mitgeres de grans dimensions. Consta de planta baixa i dos pisos sota coberta de teula àrab i terrat. Té galeries i pati posterior que enllaça amb una construcció recent. La façana, de composició equilibrada, presenta una galeria de finestres d'arc apuntat al pis superior i dos pisos de finestres entre una cornisa esglaonada de maó. Centra la composició un gran finestral d'arc de mig punt. La façana posterior i la distribució interior s'articulen a partir d'un cos central i dues ales laterals. Tota l'organització està plantejada d'acord amb la funcionalitat de l'edifici. S'ha utilitzat el maó vist com a element constructiu. L'obra respon a les característiques del llenguatge modernista.

## Història
L'Asil Inglada és un edifici de caràcter públic. Es troba en la zona d'eixample formada als costats de la carretera de Sant Martí de Sarroca, BV-2121, inaugurada el 1881. És una zona interessant pel que fa a l'arquitectura eclèctica i modernista. L'edifici, construït el 1916, va ser fundat com asil el 1917 per acollir les dones pobres de la vila, a instàncies de la família Inglada Via.
Després de la Guerra va passar a l'obra social de la Caixa d'Estalvis del Penedès, que en feu la llar de la Vellesa i condicionà l'edifici.